# In goldenen Ketten
In goldenen Ketten (Originaltitel: Chained) ist ein US-amerikanischer Spielfilm mit dem populären Leinwandpaar Joan Crawford und Clark Gable. Der Film ist ein gutes Beispiel für die exzellenten Produktionswerte, die MGM zur Verfügung standen.

## Handlung
Diane Levering lehnt zu Beginn der verwickelten Handlung den Heiratsantrag des wesentlich älteren Schiffsmagnaten Richard Field ab, der bereit ist, für sie seine Frau zu verlassen. Diana ist sich ihrer Gefühle nicht sicher und beschließt, eine Luxuskreuzfahrt in die Karibik und nach Südamerika auf einem von Richards Schiffen zu machen, um in Ruhe über die weitere Entwicklung nachzudenken. An Bord lernt sie den charmanten Mike Bradley kennen und verliebt sich sofort in den gutaussehenden Mann. Beide schwören sich ewige Liebe. Kaum zurück in New York, will Diane augenblicklich mit Richard brechen. Ehe sie zu ihrer Erklärung anheben kann, macht ihr Richard erneut einen Antrag. Seine Frau hat mittlerweile in die Scheidung eingewilligt. Diane ist überwältigt und entscheidet sich spontan für die Ehe mit Richard und gegen Mike. Ein Jahr vergeht, und plötzlich stehen sich Diana und Mike auf der Park Avenue gegenüber. Die anfängliche Verbitterung von Mike weicht rasch romantischeren Gefühlen. Nach etlichen Verwicklungen erkennt Richard, wie sehr Diane in Mike verliebt ist. Ganz Gentleman willigt er in die Scheidung ein und kehrt zu seiner ersten Ehefrau zurück, die ihm alles verzeiht. 

## Hintergrund
Joan Crawford war noch in Stummfilmtagen als Darstellerin ausgelassener Mädchen, „Flapper“, in einer Serie von leichten Romanzen zum Ruhm gelangt. Zu Beginn der 1930er konnte sie ihren Status als Star durch den Rollenwechsel hin zur Heldin tränenreicher Melodramen weiter konsolidieren. Meist war Crawford als ambitionierte Frau zu sehen, die aus eigener Kraft die widrigen Umstände meistert und so den sozialen Aufstieg schafft und/oder durch Hartnäckigkeit ihr Glück mit einem Mann gegen jedes Vorurteil erkämpft. Nach 1933 spezialisierte sich die Schauspielerin auf die Darstellung wohlhabender Frauen, die romantische Verwicklungen zwischen zwei Männern erlebt und am Ende das wahre Glück findet, vorzugsweise in den Armen von Clark Gable. In goldenen Ketten ist ein typisches Beispiel für diese mit viel Aufwand produzierten Filme. Crawford durchlebte die emotionalen Krisen in einer nicht endenwollenden Abfolge von spektakulären Kostümen des MGM-Chefdesigners Gilbert Adrian mit ständig wechselnden Frisuren und vor opulenten Studiokulissen, die allesamt von Cedric Gibbons entworfen wurden. Die Kameraführung tauchte die Szenen mittels des von MGM bevorzugten weichen Oberlichts in eine luxuriöse, weich gezeichnete Aura von Wohlstand und Gediegenheit. 
Der Kameramann George Folsey konstruierte für die Einstellung an Bord des Luxusliners, wenn Crawford und Gable bei romantischem Mondlicht sich ihre Liebe gestehen eine ganz spezielle Beleuchtung, die mit einem einzigen kleinen Scheinwerfer, einem „spot“, direkt von oben auf Crawfords Gesicht zielte. Durch die sanfte Akzentuierung kamen die ausdrucksvollen Augen und hohen Wangenknochen der Schauspielerin besonders gut zur Geltung. Für Joan Crawford brachten die Dreharbeiten persönliche Probleme mit sich. Während einer Drehpause erhielt sie Besuch von ihrem leiblichen Vater Thomas LeSeur. Er hatte die Familie kurz nach Crawfords Geburt verlassen und sie hatte ihn noch niemals vorher gesehen. Das Treffen blieb der einzige persönliche Kontakt zwischen den beiden. 
Der Cartoonist Milton Caniff nahm den von Crawford gespielten Charakter als Inspiration für den Charakter der „Dragon Lady“ in seinem erfolgreichen Comic Terry und die Piraten.  

„Ich sah sie in einem Film, wo sie eine verführerische Frau spielte. Sie trug einen Mittelscheitel und einen Mantel mit hohem Kragen. Und das wurde dann die "The Dragon Lady".“

## Kinoauswertung
Der Film kam am 1. September 1934 in den nationalen Verleih. Ein Budget von 544.000 US-Dollar machte aus In goldenen Ketten eine durchschnittlich teure MGM-Produktion. Der Film spielte in den USA mit 1.330.000 US-Dollar eine sehr beachtliche Summe ein, Indiz für die unverändert hohe große Popularität von Joan Crawford bei ihren Fans. Mit den Auslandseinnahmen von 687.000 US-Dollar und einem kumulierten Gesamtergebnis von 1.988.000 US-Dollar konnte das Studio am Ende einen hohen Gewinn von 732.000 US-Dollar realisieren.

## Kritiken
Die meisten Kritiker waren wohlwollend gegenüber den Stars, bemängelten jedoch die Banalität des Drehbuchs. 
M.H. in der New York Times bemängelte die inhaltliche Leere unter der schönen Oberfläche:

„"Chained" […] ist eine ansehliche Produktion, mit hübschen Ansichten von Dampfschiffen und dem Leben auf einer südamerikanischen Ranch. Miss Crawford trägt zur Attraktivität der Szenen bei […] indem sie eine ungewöhnlich umfangreiche Garderobe und eine Vielzahl von Frisuren trägt. Wenn es jedoch um die Handlung an sich geht, dann ist es nichts weiter als eine weitere langweilige Dreiecksgeschichte […].“

Richard Watts, Jr., der Kritiker der New York Herald Tribune, befand: 

„Obwohl die Produzenten bestimmt 1 Million Dollar in den Film gesteckt haben mögen, ist es für mich doch nur eine mit Ernsthaftigkeit in Szene gesetzte leicht frivole Fortsetzungsgeschichte aus einem schicken Magazin […] Die beiden Stars, die ihr Geschäft sehr genau kennen, haben sich klugerweise dafür entschieden, ihren Charme und ihre Persönlichkeit in den Vordergrund zu stellen, was aber reichen wird, um den Film für die Massen attraktiv zu machen.“